# Erika Körner
Erika Marie Körner, verehelichte Erika Tiller, (* 14. März 1902 in Danzig, Deutsches Reich; † Anfang Juni 1979 Wien-Währing, Österreich) war eine deutsch-österreichische Schauspielerin und Sängerin.

## Leben
Die Tochter des Kaufmanns Hermann Körner und dessen Gattin Elise besuchte zunächst das Lyzeum und ließ sich am Konservatorium ausbilden. Es folgten in den 1920er Jahren erste Engagements, die sie in der Folgezeit als Operettensängerin nach München, Wien, Berlin, Leipzig, Dresden und Königsberg (Pr.) führen sollten. Gastspiele gab sie in den Niederlanden und in der Schweiz.
Durch die Eheschließung mit dem österreichischen Hofschauspieler Anton Tiller und der einhergehenden Geburt (1929) von Tochter Nadja Tiller, die in den 1950er Jahren ein Filmstar in der Bundesrepublik Deutschland werden sollte, schränkte Erika Körner-Tiller ihre künstlerischen Tätigkeiten stark ein. Sie trat nur sehr sporadisch vor die Kamera (Film und Fernsehen) und nahm ebenfalls sehr selten Theateraufgaben an, so 1951, als sie ans Wiener Stadttheater wechselte. Am 12. Juni 1979 wurde Erika Tiller, geborene Körner, auf dem Wiener Zentralfriedhof (Gruppe 2, Reihe 2, Nummer 21) bestattet.

## Filmografie
- 1936: Ein Mädel vom Ballet
- 1950: Das Kind der Donau
- 1976: Die Lindstedts (TV-Serie, Folge: „Die Macht der Gewohnheit“)